# سيلفستر ويفر (كاتب سيناريو)
سيلفستر ويفر (بالإنجليزية: Sylvester Weaver)‏ هو كاتب سيناريو أمريكي، ولد في 21 ديسمبر 1908 في لوس أنجلوس في الولايات المتحدة، وتوفي في 15 مارس 2002 في سانتا باربارا في الولايات المتحدة.

## وصلات خارجية
- سيلفستر ويفر على موقع IMDb (الإنجليزية)
- سيلفستر ويفر على موقع قاعدة بيانات الفيلم (الإنجليزية)
- سيلفستر ويفر على موقع كينوبويسك (الروسية)